# Johann Aufhauser
Johann Baptist Aufhauser (* 7. September 1881 in Moosham, Kreis Regensburg; † 8. August 1963 in Oelberg, Bayerischer Wald) war ein deutscher katholischer Theologe und Religionshistoriker.

## Werdegang
Johann Baptist Aufhauser kam als Sohn des Bauern Johann Aufhauser und dessen Ehefrau Anna geborene Gerl zur Welt. Er studierte in Innsbruck und München und wurde in den Fächern Theologie (1908) und Philosophie (1910) promoviert. Nach Habilitation für Kirchengeschichte 1911 in München war er daselbst zunächst Privatdozent, von 1911  bis zur Aufhebung der Fakultät durch die Nationalsozialisten 1939 außerordentlicher Professor für Missionswissenschaft. Von 1939 bis zu seiner Emeritierung am 30. April 1947 lehrte er an der Theologischen Fakultät der Universität Würzburg theologische Enzyklopädie und Religionsgeschichte. 1949 erhielt er einen Lehrauftrag für Religionsgeschichte mit besonderer Berücksichtigung Ostasiens in München.